# 漂砂鉱床

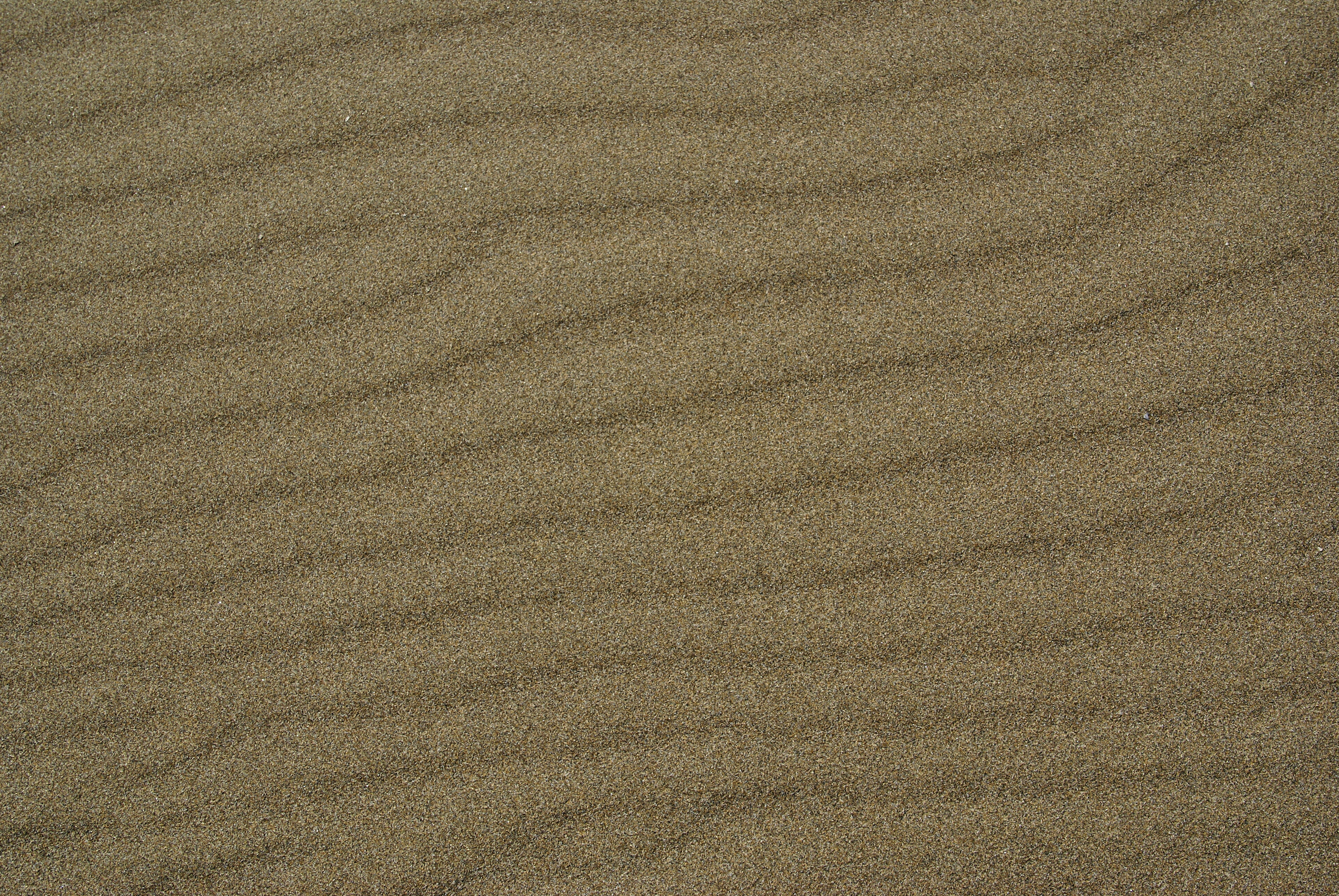
波紋に沿って漂砂鉱床を形成する重鉱物（黒）。

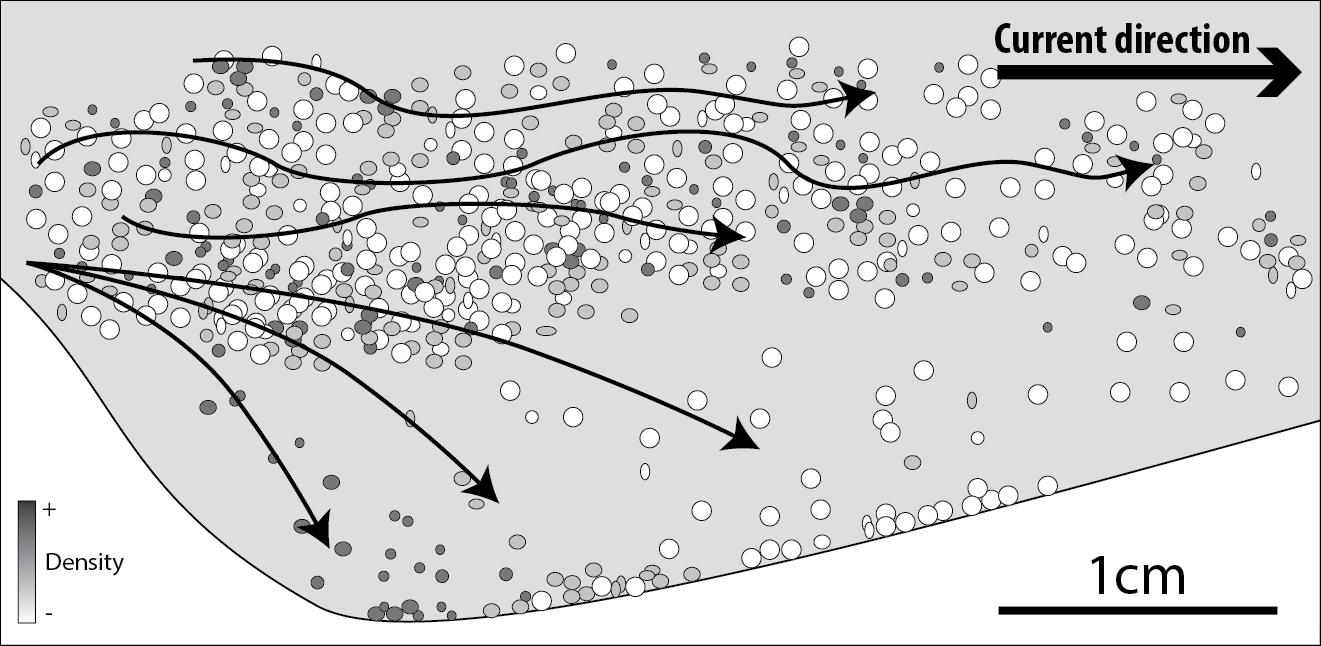
波紋の間に漂砂鉱床を形成する土砂輸送中の重鉱物の密度選別

漂砂鉱床（ひょうさこうしょう、英語：Placer deposit）とは地質学において堆積プロセス中に特定の鉱石から比重分離により形成された貴重な鉱物の地層である。名前は「沖積層」を意味するスペイン語に由来する。漂砂鉱床は重要な金の鉱脈であり、カリフォルニアゴールドラッシュを含む多くのゴールドラッシュの初期段階で開発された主要な鉱脈だった。漂砂鉱床の種類には沖積層、エルビアム堆積物、ビーチ砂鉱、古水路がある。
産出するレアメタルは密度が高く風化に耐性がある必要がある。石英は通常砂や砂利の最大の成分であるため、砂鉱床に蓄積するには、鉱物粒子は石英（比重2.65）よりもかなり密度が高い必要がある。漂砂鉱床環境には通常、黒砂、酸化鉄の目立つ光沢のある黒い混合物、主に磁鉄鉱とさまざまな量のイルメナイトおよび赤鉄鉱が含まれている。しばしば黒色砂で発生貴重ミネラル成分であるモナザイト、ルチル、ジルコン、クロム、鉄マンガン重石、スズ石が産出する。

## 採掘された物質
漂砂鉱床から商業的に採掘された物質には次のものがある。
- ダイヤモンド
- ゴールド
- ガーネット
- 鉄から、ironsands高濃度含有するマグネタイト
- 白金族金属
- 鉱物モナザイトからの希土類元素
- ルビー
- サファイア
- 鉱物モナザイトからのトリウム
- 錫の鉱物のスズ石
- チタン、イルメナイトとルチル鉱物から
- 先カンブリア時代の古砂地からウラン
- ミネラルジルコンからのジルコニウム

## 沖積漂砂鉱床

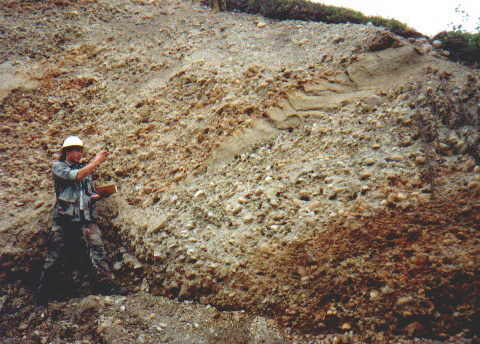
アラスカのブルーリボン鉱山の沖積漂砂鉱床のセクション

沖積漂砂鉱床は川や小川の堆積物で形成されたものである。沖積金の漂砂鉱床の典型的な場所は、川や小川の内側の曲がり角であり。自然のくぼみの中や川の斜面の切れ目や断崖、滝または他の障壁となる場所に出来る。
沖積砂鉱床は、水の速度がそれらの重い鉱石を運ぶのに必要な速度よりも低い場所に高密度の粒子が堆積することによって形成される。
漂砂鉱床を形成するために必要な粒子はトラップ部位から離れて輸送することができる脈石材料との顕著な密度コントラストを示さなければならない。鉱床がこのようにふるい分けられた場合にのみ、鉱物は経済的なレベルに集中することができる。

## ビーチプレーサー

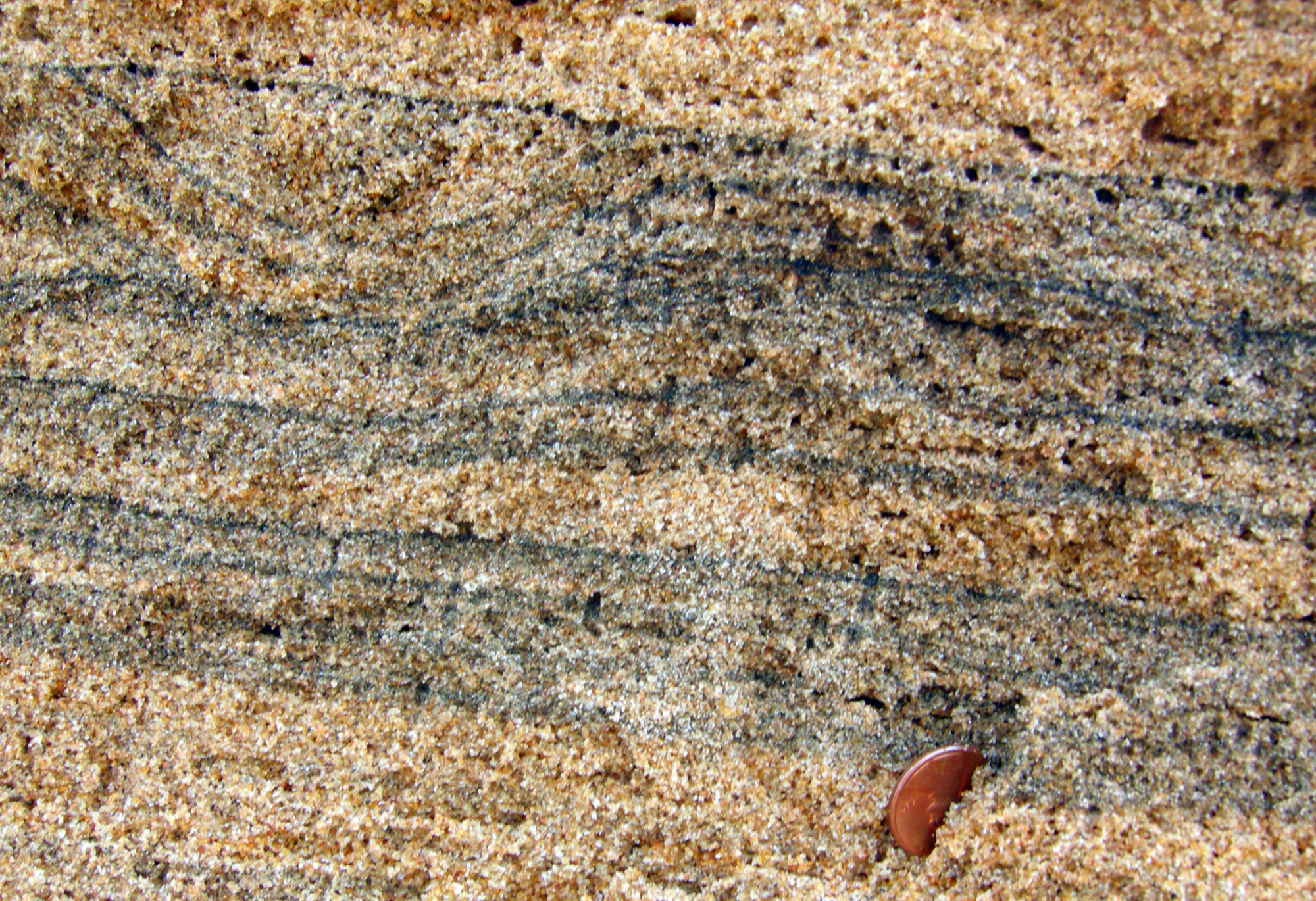
石英砂中の重鉱物（暗い）のビーチ漂砂鉱床（チェンナイ、インド）

ビーチプレーサーは、大きな水域の端に沿って堆積した砂と砂利で形成される。

## 根源岩

### ダイヤモンド
キンバーライトはダイヤモンドの主要な供給源である。キンバーライトは、高温高圧でダイヤモンドが形成されるマントルから噴出した溶岩の長い流れである。次に、これらのダイヤモンドは発生源から風化され、沖積プロセス（水によって輸送される）によって発生源に流され、ダイヤモンドの堆積物になる。沖積ダイヤモンド鉱床は、豊富なダイヤモンド砂利層の上部から表土を取り除いた後に採掘される。ダイヤモンドの約10％は、沖積ダイヤモンド砂鉱から採掘されている。上記のアフリカのウィットウォーターズランド盆地は、沖積ダイヤモンド鉱床として認められている。